# Édouard Herriot

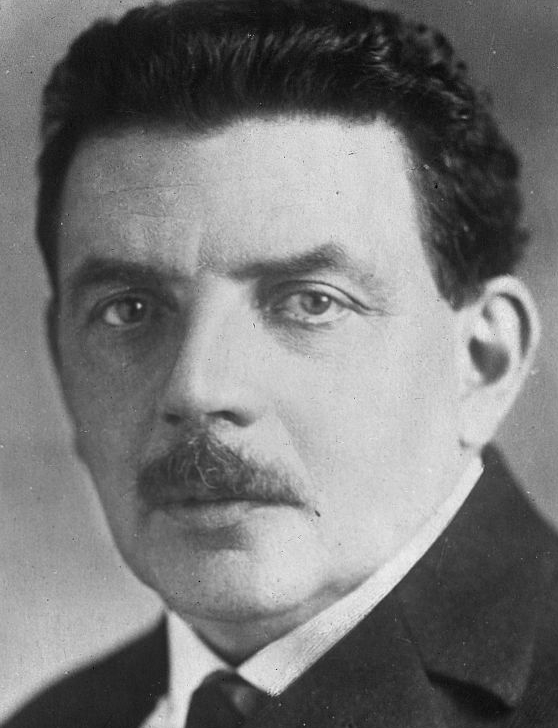
Édouard Herriot

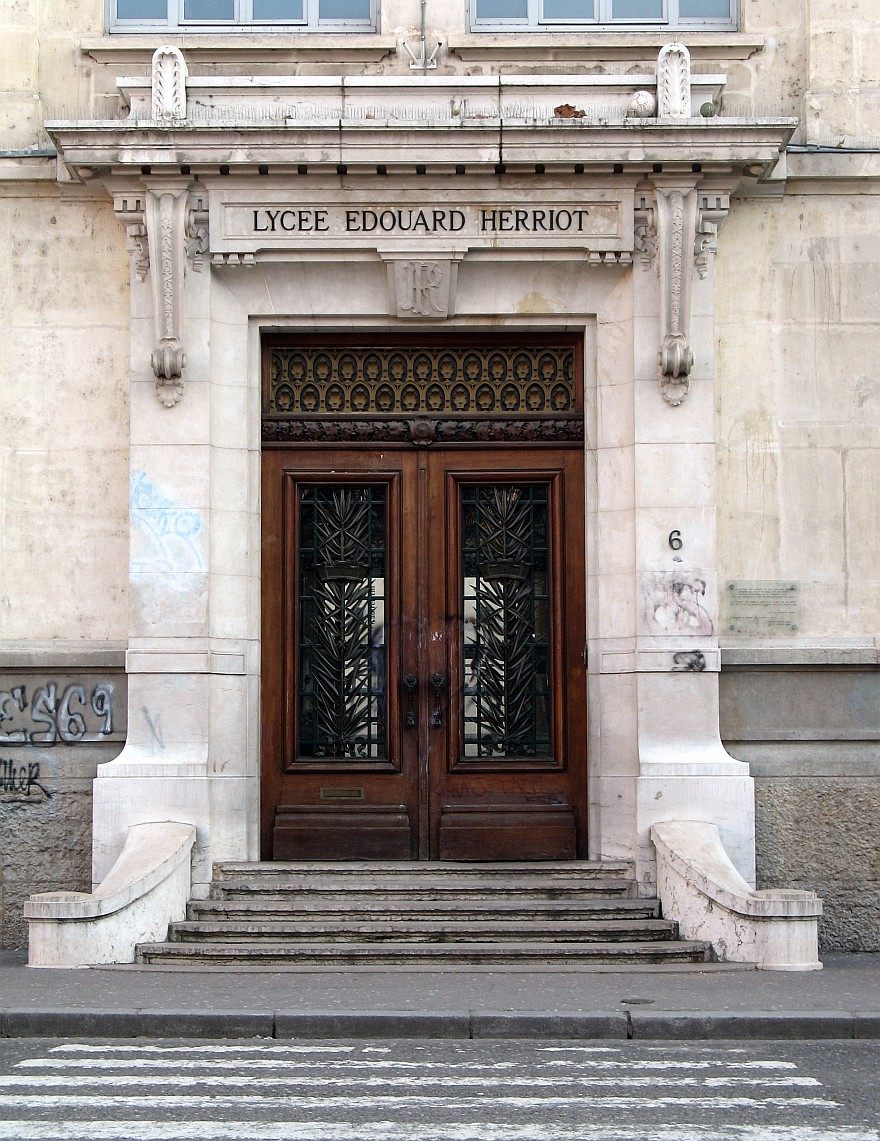
Entrada del liceu Édouard Herriot, a Lió

Édouard Herriot (Troyes, 5 de juliol de 1872 – Saint-Genis-Laval, 26 de març de 1957) fou un polític francès i Primer Ministre de La República Francesa entre juny de 1924 i abril de 1925, també fou alcalde de Lió durant més de mig segle. Fou diputat i ocupà el càrrec de ministre d'obres públiques en el govern de Briand.
Va reconèixer l'URSS el 1924. Per la seva oposició a Pétain, fou detingut el 1942 i alliberat el 1944, per a ser després deportat a Alemanya. Fou testimoni en el judici contra Pétain. El 1946 va ser elegit diputat radical-socialista i presidí l'Assemblea Nacional francesa entre 1947 i 1954, per acabar dimitint-ne com a líder del partit radical-socialista el 1956.